# Regi corpi truppe coloniali
I Regi corpi truppe coloniali erano dei corpi delle forze armate del Regno d'Italia nei quali vennero raggruppate tutte le truppe di ogni colonia, fino alla fine della seconda guerra mondiale in Africa.
I militari erano sia nazionali che indigeni residenti delle colonie.

## Storia
Nei primi anni dell'insediamento italiano nella colonia eritrea presso la baia di Assab ed in Somalia fino alla guerra d'Etiopia, gli italiani fecero grande uso di bande irregolari di mercenari, che prendevano il nome dell'area di provenienza o dal comandante proprietario. Si dimostrarono tuttavia poco affidabili, passando spesso, soprattutto durante la guerra d'Abissinia, allo schieramento avversario.
Le prime unità costituite nel 1887 dipendevano direttamente dai governatori delle colonie italiane. Erano corpi autonomi pluriarma, con unità di fanteria, artiglieria, cavalleria e genio proprie. Queste truppe furono impiegate su tutti i fronti africani a partire dalla guerra d'Eritrea e dalla guerra di Abissinia, poi nella guerra italo-turca, fino alla riconquista della Libia.
Dal 1924 ai corpi della Tripolitania e Cirenaica e alle forze armate di Eritrea e Somalia, vennero aggregate le legioni e battaglioni Milizia Coloniale della Milizia volontaria per la sicurezza nazionale.
Tutti gli Ufficiali erano nazionali del Regio Esercito, i sottufficiali erano sia nazionali che indigeni, mentre la truppa era nella quasi totalità composta da eritrei, somali, libici ed in piccola parte yemeniti e sudanesi.
Dal 1926 le truppe coloniali passarono dalle dipendenze del ministero della guerra al ministero delle colonie.
Nella campagna di conquista dell'Etiopia (1935-36) il Regio corpo truppe coloniali d'Eritrea fornì un intero Corpo d'armata eritreo.
Nel 1940 erano presenti 182000 ascari (anche etiopi) nell'Africa Orientale Italiana e 68000 nazionali, mentre 74000 ascari erano di stanza in Libia allo scoppio della seconda guerra mondiale.

## Caratteristiche

### Uniformi
Le uniformi differivano tra le varie specialità e, in minor misura, nei differenti periodi. Comune a tutti i reparti regolari di tutte le colonie era invece il sistema delle fasce-distintivo. Ogni reparto era identificabile dai colori e dal motivo della larga fascia di lana avvolta intorno alla vita ("etagà") e, nei reparti di cavalleria eritrea e dell'AOI, avvolta intorno al tarbush. Gli stessi colori erano ripresi sulla filettatura delle controspalline degli ufficiali nazionali che guidavano i reparti.
Gli ascari di Eritrea, Somalia ed AOI indossavano l'uniforme coloniale in tela bianca o cachi con le suddette fasce-distintivo, tarbush in feltro con fiocco e fregio a seconda della specialità. Le fasce mollettiere o i gambali erano spesso indossati sui piedi nudi: infatti, nel rispetto della tradizione, le calzature erano facoltative. Quando presenti potevano essere costituite sia da sandali che da scarponi o stivali d'ordinanza.
Gli ascari musulmani dell'Africa Orientale (la maggior parte dei coloniali erano copti) indossavano come copricapo il turbante, con una fascetta del colore di battaglione. Gli ascari libici e i savari usavano, in luogo del tarbush, la tradizionale tachia di feltro rosso granata con fiocco azzurro e "sotto-tachia" bianca. I colori della farmula distinguevano i reparti savari, oltre alle solite fasce.
Gli zaptié di tutte le colonie si distinguevano per gli alamari dei carabinieri, la fiamma sul copricapo e la fascia distintivo scarlatta.
Solo il personale nazionale indossava le stellette, in quanto segno distintivo della condizione militare del cittadino italiano. Dal 1939, poiché la colonia libica era diventata a tutti gli effetti territorio nazionale (come provincia di Tripoli e di Bengasi) il personale militare libico si fregiò anch'esso delle stellette.
Per definizione per i reparti irregolari (dubat, basci-buzuk, spahis e le bande) non è possibile parlare di uniformi né di distintivi di grado.

### Equipaggiamento
Secondo il regolamento del 1929 le giberne e bandoliere erano del tipo regolamentare del Regio Esercito: giberne Mod. 77, Mod. 91, Mod. 07, giberne per spahis Mod. 27, cartucciere Mod. 28 e soprattutto bandoliere Mod. 97, in cuoio naturale.
L'armamento individuale per la truppa era costituito dai fucili e moschetti con relative baionette dei modelli Vetterli Mod. 1870 e Vetterli-Vitali Mod. 1870/87, mai del tutto sostituiti dai Carcano Mod. 91. Dalla Grande Guerra, le truppe coloniali ricevettero anche i Steyr-Mannlicher M1895 di preda bellica austro-ungarica. Gli sciumbasci e gli zaptié erano armati anche di revolver Chamelot-Delvigne Mod. 1874 e Bodeo Mod. 1889. La cavalleria era armata anche di sciabola da cavalleria Mod. 71; gli squadroni indigeni eritrei erano dotati anche di lancia da cavalleria Mod. 1860 con l'asta in frassino sostituita dal bambù. Alle armi bianche d'ordinanza si affiancavano pugnali e spade tradizionali, come i billao e gli shotel.
Le armi di squadra, assegnate a partire dagli anni dieci, erano le Gardner binate dismesse dalla marina per l'impiego in postazione fissa e le Maxim someggiabili. Dopo la grande guerra le compagnie mitraglieri ricevettero le Fiat Mod. 14 e le Schwarzlose di preda bellica. Negli anni trenta i meharisti ricevettero anche la mitragliatrice leggera Breda Mod. 5C.
Gli autoveicoli negli anni venti erano ancora dotati della targa con la sigla "S.M." (Servizio Militare); mentre infatti in Patria dal 1923 le sigle delle targhe furono diversificate per ogni forza armata, in colonia la vecchia targa fu abbandonata più tardi. Agli inizi degli anni trenta fu infatti sostituita dalle targhe con sigla "R.C.T.C." ed in seguito anche "R.C.T.L." (Regio corpo truppe libiche), a caratteri rossi su fondo bianco sulla riga superiore, mentre sulla riga inferiore era stampato il numero a quattro cifre in nero. Queste targhe scomparirono negli anni precedenti la guerra, sostituite da quelle con la sigla "R.E." del Regio Esercito.

### Gradi e distintivi
Il personale indigeno aveva una propria gerarchia diversa da quella del Regio Esercito, anche questa uguale per tutti i RCTC. Il più alto grado raggiungibile per gli indigeni era quello di sottufficiale, mentre gli ufficiali dei corpi erano tutti nazionali.
I distintivi di grado erano costituiti da galloni i tessuto di lana rossa e gialla, fatto ad angolo, con la punta rivolta verso la spalla, soppannato di panno nero a triangolo. I gradi erano ripetuti sul tarbush con galloni e stellette a cinque punte. I gradi erano:
- àscari, savari: corrispondente al soldato semplice; nessuna insegna.
- uachil: corrispondente soldato scelto; grado introdotto nel novecento; distintivo: triangolo blu con stella rossa.
- muntaz: corrispondente al grado di caporale; distintivi: un galloni rossi sulla spalla ed una stelletta sul tarbush.
- bulucbasci: corrispondente al grado di sergente; distintivi: due galloni rossi sulla spalla ed due stellette sul tarbush.
- bulucbasci capo: corrispondente al grado di sergente maggiore; distintivi: due galloni rossi ed un galloncino sulla spalla e due stellette sovrastate da un galloncino sul tarbush o una barretta sovrastata da due stellette sulla tarchia libica.
- sciumbasci: corrispondente al grado di maresciallo; distintivi: tre galloni rossi sulla spalla ed tre stellette sul tarbush[8].
- sciumbasci capo: corrispondente al grado di maresciallo aiutante; grado introdotto nel 1936; distintivi: tre galloni rossi ed uno giallo sulla spalla e tre stellette ed un galloncino sul tarbush.
- jusbasci: corrispondente al grado di sottotenente, abolito nel 1902; rimase in Somalia come sinonimo di sciumbasci[9].

Sul triangolo di panno nero del distintivo erano posti anche i contrassegni di anzianità - secondo la tabella qui di seguito - e di merito (la corona dei Savoia) come distintivo di promozione per merito di guerra, nonché il fregio di specialità (mitragliere, mitragliere scelto, musicante, trombettiere, tamburino, sellaio, maniscalco, bracciale internazionale) e il distintivo di ferita in guerra.
| 1 stelletta di panno rosso     | 2 anni di anzianità  |
| 2 stellette di panno rosso     | 6 anni di anzianità  |
| 3 stellette di panno rosso     | 10 anni di anzianità |
| 1 stelletta di tessuto argento | 12 anni di anzianità |
| 2 stellette di tessuto argento | 14 anni di anzianità |
| 3 stellette di tessuto argento | 15 anni di anzianità |
| 1 stelletta di tessuto oro     | 20 anni di anzianità |
| 2 stellette di tessuto oro     | 24 anni di anzianità |
| 3 stellette di tessuto oro     | 28 anni di anzianità |

| Regi corpi truppe coloniali | Regi corpi truppe coloniali | Regi corpi truppe coloniali | Regi corpi truppe coloniali | Regi corpi truppe coloniali | Regi corpi truppe coloniali | Regi corpi truppe coloniali      |
| Sciumbasci capo             | Sciumbasci                  | Bulucbasci capo             | Bulucbasci                  | Muntaz                      | Uachil                      | Ascaro                           |
| --------------------------- | --------------------------- | --------------------------- | --------------------------- | --------------------------- | --------------------------- | -------------------------------- |
|                             |                             |                             |                             |                             |                             | Solo distintivo della specialità |

### Specialità
Comprendevano sia specialità comuni a tutte le colonie, sia specialità peculiari, frutto della tradizione militare dei singoli luoghi:
- Basci-buzuk: truppe irregolari impiegate per compiti di polizia in Eritrea. Costituirono in assoluto il primo reparto coloniale italiano, prima ancora della fondazione ufficiale della Colonia. Derivavano dalle truppe irregolari ottomane, ereditate dal Khedivato di Egitto e quindi dalla concessione italiana della baia di Assab. Organizzati in orde, furono gradualmente sostituiti dai reparti regolari (ascari).[10]
- Àscari: gli ascari eritrei vengono costituiti nel 1888 e avrebbero combattuto per gli italiani fino alla caduta dell'Impero. La denominazione venne estesa a tutto il personale libico, somalo ed etiopico, non solo del Regio Esercito, ma anche della Regia Marina, della Regia Guardia di Finanza, della Regia Aeronautica, della Polizia dell'Africa italiana e della Milizia Forestale[11]. Oltre che i battaglioni di fanteria, gli ascari servivano anche nelle batterie di artiglieria indigene e, in AOI, negli squadroni di cavalleria coloniale (le famose "Penne di falco") montate su cavalli, mehari o bagalì (muletti etiopici). Organizzati in "Battaglioni indigeni", poi dal 1908 "Battaglioni eritrei" e "Battaglioni arabo-somali" ed infine dal 1936 solo "Battaglioni coloniali". In Libia a partire dal 1937, anno dell'annessione della colonia al territorio metropolitano italiano e della relativa estensione della cittadinanza a tutti i libici, la denominazione per i reparti di fanteria diventò "Battaglione fanteria libico".
- Ascari del cielo: furono i primi paracadutisti delle forze armate italiane. Erano tutti di nazionalità libica e costituivano la maggior parte della truppa del Battaglione (poi Reggimento) "Fanti dell'aria".

Zaptié arabo di pattuglia a Tripoli con un carabiniere nazionale.

- Zaptié: costituiti nel 1888 in Eritrea[10], erano il personale coloniale dei Reali Carabinieri. Il termine derivava dal turco zaptiye (polizia), che designava la polizia a cavallo ottomana reclutata nell'isola di Cipro. Vennero reclutati anche in tutte le altre colonie.

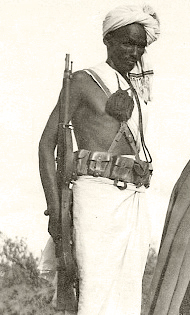
Dubat nella Somalia italiana (1938)

- Dubat: fanteria irregolare somala, arruolata dal 1924 su direzione del maggiore Camillo Bechis[12]. Il nome significa "turbanti bianchi", a causa del copricapo che, insieme ad una gonna ("futa") ed una stola di traverso sul torace, tutti di stoffa rigorosamente bianca, ne costituivano l'abbigliamento. Organizzati in Bande armate di confine, erano dotati di equipaggiamento leggerissimo, per potersi spostare il più velocemente possibile, senza rifornimenti, che si procuravano sul posto. Furono costituite anche alcune bande di dubat cammellati, montati su dromedari.[13][14].

Meharisti nel deserto libico.

- Meharisti: truppe cammellate eritree (1896) e soprattutto libiche. Il nome deriva dalla cavalcatura usata, il mehari, una razza di dromedario da corsa. Durante la seconda guerra mondiale operarono nelle Compagnie auto-avio sahariane.[10][15]
- Savari: cavalleria regolare libica, ordinata in squadroni e gruppi squadroni. Erano montati su cavalli locali, piccoli ma veloci e resistentissimi[16]. Si distinsero nelle operazioni di riconquista della Libia.
- Spahis: cavalleria irregolare libica. Derivava dagli spahi, truppe scelte della cavalleria dell'Impero ottomano, che controllava anche la Libia fino al 1912[15]. Mentre i savari erano la cavalleria regolare di linea, organizzata come quella nazionale, gli spahis erano un corpo di cavalleria irregolare leggera, con compiti di esplorazione, scorta e soprattutto vigilanza dei confini[17] e caratterizzata da equipaggiamento, organizzazione e tattiche proprie[18]

Oltre agli Ufficiali ed ai quadri, in tali corpi servirono anche reparti organici interamente formati da nazionali. Alcune di queste unità erano specifiche per l'impiego in colonia:
- Cacciatori d'Africa: si trattava di unità composte da personale nazionale esclusivamente volontario, tratto da vari reparti e varie specialità, ed in seguito arruolato anche tra gli italiani residenti in colonia. Destinati all'impiego come cacciatori, ovvero come unità di fanteria veloci e leggere, ai reparti a piedi si affiancarono quelli di fanteria montata su dromedari o cavalli.
- Fanteria d'Africa, bersaglieri d'Africa, alpini d'Africa e genio d'Africa: normali reggimenti o battaglioni di fanteria, dei bersaglieri, degli alpini e del genio costituiti durante la guerra d'Abissinia, traendo il personale da coscritti, volontari o puniti dai rispettivi reparti del Regio Esercito.
- Milizia coloniale: come nelle grandi unità del Regio Esercito, le legioni e i battaglioni di camicie nere d'Africa rafforzavano le unità dei RCTC. Erano costituiti da italiani partiti volontari o residenti in colonia e soggetti a richiamo.

Anche il Regno albanese costituì dei propri reparti che combatterono con le forze armate italiane; tuttavia questi non potevano essere considerati corpi coloniali in quanto l'Albania non era una colonia ma un regno in unione personale con la corona del Regno d'Italia dal 1939 al 1943. Le forze armate albanesi confluirono in quelle italiane con legge del 13 luglio 1939 n. 1115. Anche la Gendarmeria reale albanese e la Guardia di confine confluirono rispettivamente nei carabinieri reali e nella Regia Guardia di Finanza. Mantenevano invece la propria specificità albanese:
- Milizia fascista albanese: inquadrata nella Milizia volontaria per la sicurezza nazionale, che durante la guerra mobilitò 14 Battaglioni CC.NN.
- Guardia reale albanese: battaglione d'onore aggregato al 1º Reggimento "Granatieri di Sardegna".
- Cacciatori d'Albania: tre reggimenti furono costituiti nel 1942, dopo la fine della campagna italiana di Grecia, per garantire il controllo dei territori albanesi, greci e jugoslavi occupati. Parte del personale, soprattutto ufficiali e sottufficiali, era italiano, mentre la truppa era in prevalenza albanese, soprattutto musulmana, proveniente da tutta la Grande Albania.

Altre truppe straniere combatterono nelle forze armate italiane durante la seconda guerra mondiale ma, non trattandosi di sudditi dell'Impero italiano, non facevano parte dei RCTC.

## I corpi
In tempi diversi furono costituiti i seguenti:
- Regio corpo truppe coloniali d'Eritrea (1891-1936)
- Regio corpo truppe coloniali della Somalia italiana (1908-1936)
- Regio corpo truppe coloniali della Tripolitania (1914-1935)
- Regio corpo truppe coloniali della Cirenaica (1914-1935)
- Regio corpo truppe coloniali della Libia (1935-1939)
- Regio corpo truppe libiche (1939-1943).

Dal 1936, con la creazione dell'Africa Orientale Italiana, i Regi corpi truppe coloniali di Eritrea e Somalia confluirono nelle:
- Forze armate dell'Africa Orientale Italiana (1936-1941),

che, sebbene non denominate RCTC, ebbero la stessa funzione e le stesse specialità.

## Onorificenze
Regio corpo truppe coloniali dell'Eritrea
Regio corpo truppe coloniali della Libia
Regio corpo truppe coloniali della Somalia